# توبياس هاريس
توبياس هاريس (بالإنجليزية: Tobias Harris)‏ مواليد 15 يوليو 1992 في إسليب، هو لاعب كرة سلة محترف أمريكي بدأ مسيرته الاحترافية في سنة 2011 حيث تم اختياره من قبل فريق شارلوت هورنتس خلال الدرافت، يلعب مع فريق ديترويت بيستونز في الرابطة الوطنية لكرة السلة ويحمل الرقم 34. يبلغ طوله 6 قدم 9 بوصة (2.1 م).

## فرق لعب لها
- ميلووكي باكز
- أورلاندو ماجيك
- ديترويت بيستونز

## إحصائيات المسيرة

### الموسم الاعتيادي
| السنة   | الفريق          | لعب | بدأ | دقيقة | ميداني% | ثلاثية | حرة  | ارتداد | صنع | استلاب | تصدي | نقطة |
| ------- | --------------- | --- | --- | ----- | ------- | ------ | ---- | ------ | --- | ------ | ---- | ---- |
| 2011–12 | ميلووكي باكز    | 42  | 9   | 11.4  | .467    | .261   | .815 | 2.4    | .5  | .3     | .2   | 5.0  |
| 2012–13 | ميلووكي باكز    | 28  | 14  | 11.6  | .461    | .333   | .885 | 2.0    | .5  | .3     | .3   | 4.9  |
| 2012–13 | أورلاندو ماجيك  | 27  | 20  | 36.1  | .453    | .310   | .721 | 8.5    | 2.1 | .9     | 1.4  | 17.3 |
| 2013–14 | أورلاندو ماجيك  | 61  | 36  | 30.3  | .464    | .254   | .807 | 7.0    | 1.3 | .7     | .4   | 14.6 |
| 2014–15 | أورلاندو ماجيك  | 68  | 63  | 34.8  | .466    | .364   | .788 | 6.3    | 1.8 | 1.0    | .5   | 17.1 |
| 2015–16 | أورلاندو ماجيك  | 49  | 49  | 32.9  | .464    | .311   | .784 | 7.0    | 2.0 | 1.0    | .6   | 13.7 |
| 2015–16 | ديترويت بيستونز | 27  | 25  | 33.4  | .477    | .375   | .911 | 6.2    | 2.6 | .7     | .4   | 16.6 |
| المسيرة |                 | 302 | 216 | 28.2  | .465    | .325   | .801 | 5.8    | 1.5 | .7     | .5   | 13.2 |

## روابط خارجية
- توبياس هاريس على موقع إن بي أي (الإنجليزية)
- توبياس هاريس على موقع سبورتس رفرنس (الإنجليزية)
- توبياس هاريس على موقع كرة السلة الأوروبية.كوم (الإنجليزية)
- توبياس هاريس على موقع إي إس بي إن.كوم (الإنجليزية)
- توبياس هاريس على موقع كلية كرة السلة في سبورتس رفرنس.كوم (الإنجليزية)
- توبياس هاريس على موقع ريلجم (الإنجليزية)
- توبياس هاريس على موقع بروبوليرز (الإنجليزية)